# پائول بانون
پائول بانون (انگلیسی: Paul Bannon; ۱۵ نوامبر ۱۹۵۶ – ۱۵ فوریهٔ ۲۰۱۶) بازیکن فوتبال اهل جمهوری ایرلند بود.
از باشگاه‌هایی که در آن بازی کرده‌است می‌توان به باشگاه فوتبال ناک بردا، باشگاه فوتبال لاریسا، باشگاه فوتبال پلیموث آرگیل، باشگاه فوتبال ناتینگهام فارست، باشگاه فوتبال پائوک، باشگاه فوتبال کورک سیتی، باشگاه فوتبال بریستول راورز، باشگاه فوتبال کاردیف سیتی، و باشگاه فوتبال کارلایل یونایتد اشاره کرد.